# キナシチゴザクラ
キナシチゴザクラ (鬼無稚児桜 学名Cerasus serrulata ‘Kinashi-chigozakura’)はバラ科サクラ属の植物。サトザクラ群の園芸品種。名前は栽培されていた香川県高松市鬼無に由来する。
花は花弁が多く菊咲きである。4月下旬に花時を迎える。色は桜色から桃色に近い。キクザクラに非常に似ているためその亜種や変種である可能性もある。